# Laurent Durand
Laurent Durand (1712, Paris – 1763) foi um editor francês do século XVIII ativo na Era do Iluminismo. Sua loja foi estabelecida na rue Saint-Jacques sob o sinal Saint Landry & du griffon.
Durand era filho de um comerciante nascido perto de Auxerre. A partir de 1730, trabalhou para o livreiro e impressor parisiense Jacques Chardon (1688-1766). Em 31 de janeiro de 1739, casou-se com Elizabeth Carbonnier, sobrinha de um certo François Jouenne.
Ele foi um dos quatro editores da Encyclopédie de Diderot e d'Alembert, junto com Michel-Antoine David, André Le Breton, e Antoine-Claude Briasson. Ele também foi o principal editor de Denis Diderot , bem como de vários livros clandestinos.

## Trabalhos publicados
- 1739: Année ecclésiastique ou Instructions sur le propre du tems, tome septième, à Paris, rue Saint-Jacques, chez Jacques Lambert et Laurent Durand, à la Sagesse et Saint Landry, 660 p.
- 1741: M. l'abbé Lebeuf, L'état des sciences en France, depuis la mort du roy Robert, arrivée en 1031, jusqu'à celle de Philippe le Bel, arrivée en 1314, À Paris, rue S. Jacques, chez Lambert & Durand, à la Sagesse, & à Saint Landry
- 1744: Henry Baker, trad. de l'anglois by P. Demours, Essai sur l'histoire naturelle du polybe
- le Thieullier, Louis-Jean (1745). Consultations de médecine (em francês). III. Paris: [s.n.] pp. XVI–480[2]
- 1745: Denis Diderot, Essai sur le mérite et la vertu
- 1745: M. Lesser, avec des remarques de M. P. Lyonnet, Theologie des insectes, ou démonstration des perfections de Dieu dans tout ce qui concerne les insectes, primeiro volume, 384 p.
- 1746: Denis Diderot, Pensées philosophiques
- 1751-1763, Encyclopédie ou Dictionnaire raisonné des sciences, des arts et des métiers.[3]
- 1754: Catalogue des livres imprimés, ou qui se trouvent en nombre chez Durand, Rue du Foin-Saint-Jacques, en entrant par la rue S. Jacques, la premiere porte cochere à droite, à S. Landry, 15 p.
- 1759: M. Demours, Table générale des matières contenues dans l'histoire & dans les mémoires de l'Académie générale des sciences, 1741-1750, tome VI, in-4°[4]